# Terence McKenna

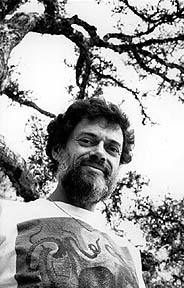
Terence McKenna

Terence McKenna (Paonia (Colorado), 16 november 1946 – San Rafael (Californië), 3 april 2000) was een Amerikaanse etnobotanicus, mysticus, psychonaut, docent, auteur, en een pleitbezorger voor het verantwoord gebruik van natuurlijk voorkomende psychedelische planten. Hij bestudeerde zo'n 25 jaar de bestaansbasis van sjamanisme en de middelen die gebruikt worden voor spirituele transformatie. Daarnaast was Terence een krachtige stem van de psychedelische beweging en de opkomende maatschappelijke beweging die hij de "archaic revival" noemde.

## Biografie
McKenna groeide op in Paonia, Colorado. Via zijn oom kwam hij in contact met geologie, en zijn hobby was het zoeken en verzamelen van fossielen in de omgeving van zijn woonplaats. Vanuit deze hobby ontwikkelde hij een artistieke en wetenschappelijke appreciatie voor de natuur. Op zijn 16e verhuisde McKenna naar Los Altos, Californië, waar hij een jaar bij vrienden van zijn familie woonde. In 1963 werd McKenna geïntroduceerd in de literatuur van de psychedelica via het lezen van The Doors of Perception en Heaven and Hell van Aldous Huxley en door bepaalde uitgaven van The Village Voice waarin psychedelics besproken werd. Hij beweerde dat toen hij zijn eerste psychedelische ervaringen opdeed met morning glory seeds, het duidelijk werd dat dit iets was waar hij meer van wilde ontdekken.

### Studies en reizen
In 1965 ging McKenna kunstgeschiedenis studeren aan de Universiteit van Berkeley. Twee jaar later raakte hij betrokken bij het sjamanisme via het bestuderen van Tibetaanse religies. In datzelfde jaar, wat hij zijn "opium en kabbala fase" noemde, reisde hij ook naar Jeruzalem waar hij zijn toekomstige vrouw, Kathleen Harrison genaamd, zou ontmoeten. In 1969 reisde McKenna naar Nepal omwille van zijn interesse in Tibetaanse schilderkunst en het sjamanisme. Tijdens zijn periode daar bestudeerde hij de Tibetaanse taal en smokkelde hij hasjiesj, totdat een van zijn "Bombay-to-Aspen"-ladingen in handen viel van de Amerikaanse douane. Hij werd gedwongen het land te verlaten om zo te vermijden dat Interpol hem zou vasthouden. McKenna zwierf door Zuidoost-Azië, bezocht ruïnes, verzamelde vlinders in Indonesië en werkte als leraar Engels in Tokio. Daarna trok hij weer naar Berkeley (Engeland) om zijn studies rond biologie voort te zetten. Nadat hij een deel van zijn studies had afgerond en hij de dood van zijn moeder had verwerkt, trok hij samen met zijn broer Dennis en drie vrienden naar het Colombiaanse regenwoud. Hij ging op zoek naar de oo-koo-hé, een plantenkooksel dat DMT bevat. In plaats van oo-koo-hé te vinden, ontdekten ze verscheidene vormen van ayahuasca, ook wel Yagé genoemd, en een paddenstoel waarin de actieve stoffen psilocybine en psilocine zitten. Deze vondsten werden de nieuwe focus van de expeditie. Op aandringen van zijn broer deed hij in La Chorrera mee aan een psychedelisch experiment. McKenna beweerde dat deze ervaring hem in contact bracht met 'de Logos': een informatieve, goddelijke stem die volgens Terence overeenkomstig was met een visionaire religieuze ervaring. De openbaring van deze stem, samen met overeenkomstige ervaringen die zijn broer had gehad, leidde McKenna tot het bestuderen van de I Ching, wat later de basis zou vormen van zijn "Novelty Theory". In 1972 beëindigde hij zijn studies in Berkeley (Californië).
In de vroege jaren tachtig begon McKenna in het openbaar te spreken over psychedelische drugs. Hij gaf lezingen en begon met uitgebreide weekend-workshops. In 1991 introduceerde Timothy Leary hem eens als een van de vijf of zes belangrijkste mensen op de planeet.

Het is duidelijk een crisis van twee dingen: van het bewustzijn en conditionering. Dit zijn de twee dingen die door de psychedelica beïnvloed worden. We hebben de technologische macht en de technische vaardigheden om onze planeet te redden. Om ziekte te genezen, om de hongerigen te voeden, om oorlog te beëindigen. Maar we missen de intellectuele visie, het vermogen om onze gedachten te veranderen. We moeten ons deconditioneren van 10.000 jaar van slecht gedrag. Maar dat is niet gemakkelijk. – Terence McKenna –'The World…and Its Double'

McKenna werd al snel een vaste waarde binnen de populaire tegencultuur en zijn populariteit bleef maar groeien, culminerend in de eerste helft van de jaren negentig met de publicatie van verscheidene boeken zoals 'Ware Hallucinaties' (dat verhaalt van zijn ervaring bij La Chorrera), 'Voedsel van de Goden' en 'de Archaïsche Revival'. Hij werd een populaire persoonlijkheid in de psychedelische rave / dance-scene van de vroege jaren negentig en trad met zijn lezingen regelmatig op bij houseparty's. Daarnaast droeg hij bij aan psychedelische Goa -trance albums van The Shamen, Spacetime Continuum, Alien Project, Capsula, Entheogenic, Zuvuya, Shpongle, en Shakti Twins. Zijn teksten waren (en zijn nog steeds) een voorbeeld voor velen. In 1994 verscheen hij als spreker op het Starwood Festival. Zijn lezingen werden geproduceerd op zowel cassette als cd.

### Ziekte en overlijden

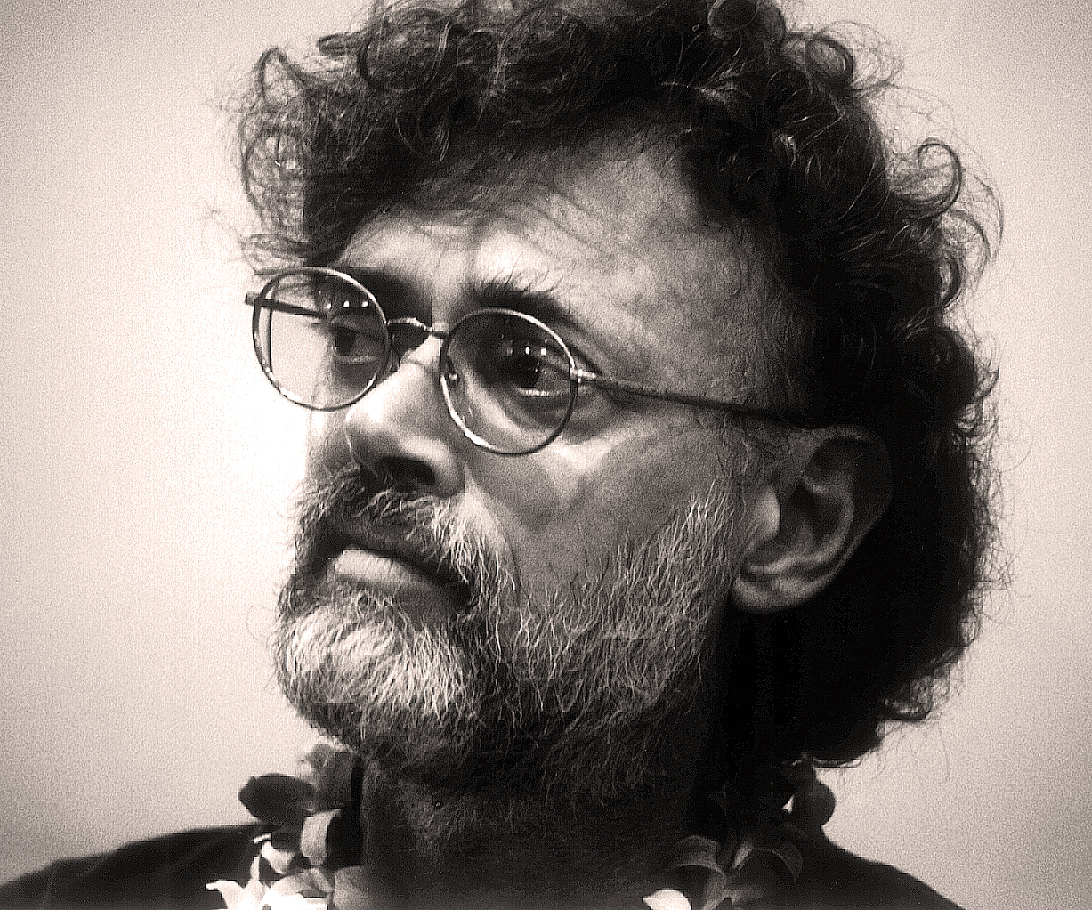
Terence McKenna tijdens een panel discussie op het 1999 'AllChemical Arts Conference', gehouden te Kona, Hawaï.

McKenna was zijn hele leven al een lijder aan migraine aanvallen, maar op 22 mei 1999 kreeg hij een bijzonder zware en zeer onaangename hoofdpijn. Hij kreeg vervolgens een epileptische aanval. McKenna kreeg als diagnose glioblastoma multiforma, een hoogst agressieve vorm van hersentumor. De volgende maanden onderging McKenna diverse behandelingen waaronder, toen nog, experimentele radiotherapie. McKenna maakte zich zorgen dat zijn ziekte wellicht veroorzaakt was door zijn levenslange dagelijkse cannabis gebruik of een van de andere psychische middelen die hij gebruikte, maar zijn artsen vertelden hem dat dit niet te bewijzen was. De behandelingen hadden geen resultaat en het was duidelijk dat er geen genezing te verwachten was. Op het laatst van 1999 beschreef McKenna zijn gedachten over zijn naderende einde aan interviewer Erik Davis:

I always thought death would come on the freeway in a few horrifying moments, so you'd have no time to sort it out. Having months and months to look at it and think about it and talk to people and hear what they have to say, it's a kind of blessing. It's certainly an opportunity to grow up and get a grip and sort it all out. Just being told by an unsmiling guy in a white coat that you're going to be dead in four months definitely turns on the lights. ... It makes life rich and poignant. When it first happened, and I got these diagnoses, I could see the light of eternity, à la William Blake, shining through every leaf. I mean, a bug walking across the ground moved me to tears.

McKenna overleed op 3 april 2000 op 53-jarige leeftijd omringd door zijn familie en vrienden waaronder zijn zoon Finn en dochter Klea.

## Nalatenschap
McKenna was een tijdgenoot en collega van de chaoswiskundige Ralph Abraham en bioloog Rupert Sheldrake (bedenker van de theorie van de "morfogenetische velden") en leidde van de late jaren tachtig tot aan zijn dood verschillende openbare debatten met hen, die bekendstaan als trialogen. Transcripties van een aantal van deze evenementen werden in boekvorm gepubliceerd. McKenna was ook een vriend van Ralph Metzner, Nicole Maxwell en Rianne Eisler, en organiseerde samen met hen symposia en workshops. Samen met etnobotanist Kathleen Harrison (zijn collega en vrouw gedurende 17 jaar) was hij oprichter van Botanical Dimensions, een non-profit etnobotanisch beschermd gebied, belangrijk voor wild, flora en fauna op het eiland Hawaï, waar hij vele jaren leefde alvorens hij stierf. Voordat hij zich permanent op Hawaï vestigde verdeelde hij zijn tijd tussen Hawaï en de stad Occidental, gelegen in het Redwood-gebied tussen de met Redwoods bezaaide heuvels van Sonoma County, Californië. Een uitzonderlijke stad vanwege de hoge concentratie van artistieke notabelen, onder wie Tom Waits en Mickey Hart.
Naast tal van andere verwezenlijkingen zal Terence McKenna vooral worden herinnerd door zijn ontdekking van zijn stoned ape-theorie.
In Nederland werd zijn gedachtegoed gepropageerd door de ondernemer en publicist Luc Sala.